# Daniel Schmid (Regisseur)
Daniel Schmid, ursprünglich Daniel Schmidt,  (* 26. Dezember 1941 in Flims, Kanton Graubünden, Schweiz; † 5. August 2006 ebenda) war ein Schweizer Film-, Theater- und Opernregisseur.

## Werdegang
Daniel Schmid wuchs mit seinen Eltern Arthur Schmidt und Carla Schmidt-Bivetti in deren Hotel Schweizerhof in Flims auf. Nach der Matura ging er 1962 an die Freie Universität Berlin, studierte Geschichte, Publizistik, Politikwissenschaft sowie Kunstgeschichte und arbeitete während des Studiums als Journalist und Dolmetscher.
Darauf folgte eine Regie-Assistenz bei Peter Lilienthal. Ab 1966 studierte er an der Deutschen Film- und Fernsehakademie Berlin und lieferte mehrere Arbeiten fürs Fernsehen. Seither realisierte er eigene Spielfilme. In Berlin konnte er zum ersten Mal offen als Homosexueller leben. Dieses Thema fand in seinen Filmen keine Beachtung. Jedoch wirkte er 1969 als Sprecher in Rosa von Praunheims frühem queeren Film Schwestern der Revolution mit. Zu Beginn der 1970er Jahre arbeitete Schmid mehrfach mit Rainer Werner Fassbinder, Rosa von Praunheim und Werner Schroeter zusammen. In dieser Zeit trat er auch als Darsteller auf und wurde zu einem der profiliertesten Filmemacher.
Schmid war nicht verheiratet, lebte jedoch in einer langjährigen Beziehung mit einem Filmkollegen.
Daniel Schmids Nachlass befindet sich seit 2006 im Schweizer Filmarchiv / Cinémathèque suisse.

## Werk
Vor allem die Verfilmung von Fassbinders Bühnenstück Die Stadt, der Müll und der Tod unter dem Titel Schatten der Engel im Jahr 1976 machte ihn bekannt. 1977 kehrte er in die Schweiz zurück.
Er verlegte sich auf die Inszenierung von introspektivischen Experimentalfilmen, die ein intellektuelles Publikum auch außerhalb Europas ansprachen. 1983 wurde Schmid von Gary Indiana im US-amerikanischen Kulturmagazin Bomb befragt.
Mit seiner Filmsatire Beresina oder Die letzten Tage der Schweiz erlangte er wieder die Aufmerksamkeit einer grösseren Öffentlichkeit. Der Film Zwischensaison von 1992 war nicht experimentell, sondern die Verfilmung von teils wunderlichen Kindheitserinnerungen im elterlichen Hotel; eines Betriebes, welcher mit dem heutigen Massentourismus wahrlich nicht viel gemein hat. 1999 erhielt er am Internationalen Filmfestival von Locarno den Ehrenleoparden für sein Gesamtwerk.
Zwischen 1984 und 2001 wirkte er zudem als Opernregisseur. Am Opernhaus Zürich inszenierte er vier Opern, am Grand Théâtre deren drei. Seine Zuneigung zum Belcanto ist auch in seinem Dokumentarfilm Der Kuß der Tosca spürbar.
Seine Filme fanden ein Publikum auch in Japan. Auf Einladung des Filmkritikers und späteren Freundes Professor Shigehiko Hasumi reiste er nach Japan, wo er sich zunehmend mit der dortigen Kultur befasste und interessierte. Sein Film Das geschriebene Gesicht von 1995 ist eine Hommage an das traditionelle Kabuki-Theater mit dem Darsteller Tamasaburo Bando als Hauptdarsteller.
Im Jahre 2003 montierte er aus Material des Flimser Fotografen Jules Geiger einen Film, dem er den Namen Flimmerndes Flims gab. Der Film war ein Teil der von ihm konzipierten Ausstellung Flims – eine Gefühlskulisse im Gelben Haus in Flims. Es war dies das letzte Werk, das er vollenden konnte. Der letzte Film Portovero wurde aus Krankheitsgründen nicht mehr fertiggestellt. Daniel Schmid erlag im Alter von 64 Jahren einem Krebsleiden an seiner Kehle.

## Filmografie (Auswahl)
- 1967: Der Findling (Regie-Assistenz; TV)
- 1967: Claire (Regie-Assistenz; TV)
- 1967: Abgründe (Regie-Assistenz; TV)
- 1969: Samuel Beckett (Kamera)
- 1970: Thut alles im Finstern, eurem Herrn das Licht zu ersparen (Regie, Buch; TV)
- 1970: Der Bomberpilot (Co-Regie; TV)
- 1972: Ludwig – Requiem für einen jungfräulichen König (Darsteller)
- 1972: Heute nacht oder nie (Produktion, Regie, Buch)
- 1972: Händler der vier Jahreszeiten (Darsteller)
- 1974: La Paloma (Regie, Buch)
- 1976: Schatten der Engel (Regie, Buch)
- 1977: Violanta (Regie, Buch)
- 1977: Der amerikanische Freund (Darsteller)
- 1978: Judith Therpauve (Darsteller)
- 1979: Roberte (Darsteller)
- 1981: Notre Dame de la Croisette (Regie)
- 1981: Lili Marleen (Darsteller)
- 1982: Worte kommen meist zu spät (Hécate, maîtresse de la nuit) (Regie, Buch)
- 1983: Mirage de la vie (Produktion, Regie, Buch; TV)
- 1984: Barbe-Bleue (1984) (Co-Regie; TV)
- 1984: Der Kuß der Tosca (Il bacio di Tosca) (Regie)
- 1984: Cinémato (Darsteller)
- 1985: Lulu (Co-Regie; TV)
- 1986: Der Rosenkönig (Produktion)
- 1987: Jenatsch (Regie, Buch)
- 1988: Guglielmo Tell (Regie; TV)
- 1990: Les amateurs (Regie)
- 1992: Zwischensaison (Hors saison) (Regie, Buch)
- 1995: Das geschriebene Gesicht (Regie, Buch)
- 1996: Linda di Chamounix (Co-Regie; TV)
- 1999: Beresina oder Die letzten Tage der Schweiz (Regie)
- 2002: Beatrice di Tenda (Co-Regie; TV)

## Auszeichnungen und Preise
- 1972: Premio de Selezione Venezia Giovane bei den Internationalen Filmfestspielen von Venedig für Heute Nacht oder nie
- 1972: Filmdukat bei den Internationalen Filmfestspielen von Mannheim für Heute Nacht oder nie
- 1973: Prix Calimer bei den Internationalen Filmfestspielen von Toulon für Heute Nacht oder nie
- 1974: Großer Preis bei den Internationalen Filmfestspielen von Figueira da Foz für Heute Nacht oder nie
- 1984: Großer Preis der Internationalen Filmfestspiele von Florenz für Der Kuß der Tosca
- 1985: Red Gibbon beim American Film Festival New York für Der Kuß der Tosca
- 1986: Großer Preis bei den Internationalen Filmfestspielen von Figueira da Foz für Der Kuß der Tosca
- 1986: Bündner Kulturpreis
- 1999: Ehrenleopard bei den Internationalen Filmfestival von Locarno

## Film zu Daniel Schmid
- 2010: Le chat qui pense von Pascal Hoffmann und Benny Jaberg[13]